# Jöns Georg Linck
Jöns Georg Linck, född 4 juli 1796 i Vimmerby, Kalmar län, död 28 februari 1845 i Askeby socken, Östergötlands län.
Linck var en svensk kyrkoherde i Askeby socken.

## Biografi
Jöns Georg Linck föddes 4 juli 1796 i Vimmerby. Han var son till handlanden och rådmannen Jöns Georg Linck och Helena Beckstedt. Linck blev höstterminen 1814 student vid Uppsala universitet, Uppsala och tog magistern 14 juni 1821. Han blev 28 april 1824 kollega i Söderköping och tillträde samma år. Linck prästvigdes 6 april 1836 i Ulriksdals slottskapell, Stockholm och tog 29 juli 1836 pastoralexamen. Han blev rektor 1 februari 1837 i Västervik, tillträde samma år och 21 april 1841 kyrkoherde i Askeby församling, Askeby pastorat, tillträde samma år. Linck avled 28 februari 1845 i Askeby socken.

### Familj
Linck gifte sig 1839 med Ulrica Jacobina Östberg (1809–1896). Hon var dotter till kyrkoherden i Mogata socken. De fick tillsammans döttrarna Anna Helena Catharina Georgina (1840–1886) och Karin Ulrica Jacobina.